# شهرداری اردبیل
شهرداری اردبیل در سال ۱۳۰۳ تأسیس شد و تاکنون شهرداران زیادی را به خود دیده‌است. شهرداری اردبیل دارای ۵ منطقه بوده و هر منطقه دارای ۳ ناحیه می‌باشد و با توجه به جمعیت بالای ۵۰۰ هزار نفر بعنوان یکی از کلانشهرهای ایران محسوب می‌شود.
نظر به مذهبی بودن شهر اردبیل بافت قدیمی این شهر نیز بر اساس معیارهای اسلامی و شیعی طراحی شده و اکثر شهرداران اولویت ساخت و ساز را در سالهای ۱۳۱۰ تا ۱۳۵۰ با حال و هوای مذهبی قرار داده‌اند. از مشهورترین شهرداران اردبیل در گذرگاه تاریخ مرحوم بابا صفری می‌باشد که در شناساندن اردبیل به جهانیان نقش مهمی را ایفا کرده است. هم‌اکنون محمود صفری بعنوان شهردار در این سمت می‌باشد.

## مناطق
شهر اردبیل دارای پنج منطقه است که هر منطقه شهرداری مستقل دارد.

## شهرداران پیشین اردبیل
این فهرست شامل شهرداران اردبیل از بدو تأسیس شهرداری اردبیل می‌باشد.
| ردیف | شهردار                  | مدت          | توضیح                                         |  |
| ---- | ----------------------- | ------------ | --------------------------------------------- |  |
| ۱    | میرزا بیوک آقا وهاب‌زاده | ۱۳۰۳ تا ۱۳۰۴ | شهردار افتخاری اردبیل                         |  |
| ۲    | آقاخان حبیبی            | ۱۳۰۴ تا ۱۳۱۴ | شهردار رسمی اردبیل                            |  |
| ۳    | مافی                    | ۱۳۱۴ تا ۱۳۱۸ |                                               |  |
| ۴    | خدابنده‌لو               | ۱۳۱۸ تا ۱۳۲۲ |                                               |  |
| ۵    | وزیری                   | ۱۳۲۲ تا ۱۳۲۶ |                                               |  |
| ۶    | معین‌الدین طیار          | ۱۳۲۶ تا ۱۳۳۱ |                                               |  |
| ۷    | بابا صفری               | ۱۳۳۱ تا ۱۳۳۲ |                                               |  |
| ۸    | نجم‌الدین تهامی          | ۱۳۳۲ تا ۱۳۳۴ |                                               |  |
| ۹    | موسی پناهی              | ۱۳۳۴ تا ۱۳۳۵ |                                               |  |
| ۱۰   | هاشم وکیلی              | ۱۳۳۵ تا ۱۳۳۶ |                                               |  |
| ۱۱   | سیف‌الله مستشاری         | ۱۳۳۶ تا ۱۳۳۸ |                                               |  |
| ۱۲   | اسماعیل دیباج           | ۱۳۳۸ تا ۱۳۴۰ |                                               |  |
| ۱۳   | سید نجفقلی اقبالی نمین  | ۱۳۴۰ تا ۱۳۴۱ |                                               |  |
| ۱۴   | محمد ارفعی              | ۱۳۴۱ تا ۱۳۴۲ |                                               |  |
| ۱۵   | پرویز اتابکی            | ۱۳۴۲ تا ۱۳۴۳ |                                               |  |
| ۱۶   | خسرو محتشمی             | ۱۳۴۳         |                                               |  |
| ۱۷   | محمدهادی نجات‌پور        | ۱۳۴۳ تا ۱۳۴۵ |                                               |  |
| ۱۸   | علی اوستا               | ۱۳۴۵ تا ۱۳۴۷ |                                               |  |
| ۱۹   | احمد نایبی              | ۱۳۴۷ تا ۱۳۵۰ |                                               |  |
| ۲۰   | غلامعلی اسدپور          | ۱۳۵۰ تا ۱۳۵۱ |                                               |  |
| ۲۱   | مصطفی لطفی              | ۱۳۵۱ تا ۱۳۵۲ |                                               |  |
| ۲۲   | علیرضا ضیغمی            | ۱۳۵۲ تا ۱۳۵۴ |                                               |  |
| ۲۲   | کریم شاهعلی‌زاده         | ۱۳۵۴ تا ۱۳۵۶ |                                               |  |
| ۲۳   | علی داداش‌زاده خیاط      | ۱۳۵۶ تا ۱۳۵۷ |                                               |  |
| ۲۴   | پرویز خادم‌پور           | ۱۳۵۷ تا ۱۳۵۸ |                                               |  |
| ۲۵   | میر محی‌الدین ربانی      | ۱۳۵۸         |                                               |  |
| ۲۶   | ابراهیم خلیل مفتاح‌پور   | ۱۳۵۸ تا ۱۳۵۹ |                                               |  |
| ۲۷   | اصغر علایی              | ۱۳۵۹ تا ۱۳۶۰ |                                               |  |
| ۲۸   | مهدی نبی‌زاده            | ۱۳۶۰         |                                               |  |
| ۲۹   | لطیف ذاکرزاده           | ۱۳۶۰ تا ۱۳۶۴ |                                               |  |
| ۳۰   | نورالدین استحمامی       | ۱۳۶۴ تا ۱۳۶۶ |                                               |  |
| ۳۱   | حمدالله بهرامی‌نژاد      | ۱۳۶۶ تا ۱۳۶۷ |                                               |  |
| ۳۲   | ابوالفضل صومعلو         | ۱۳۶۷ تا ۱۳۷۱ |                                               |  |
| ۳۳   | کمال‌الدین پیرمؤذن       | ۱۳۷۱ تا ۱۳۷۷ |                                               |  |
| ۳۴   | ولی آذرروش              | ۱۳۷۷ تا ۱۳۷۸ |                                               |  |
| ۳۵   | عباس شیخ علیزاده        | ۱۳۷۸ تا ۱۳۷۹ | سرپرست                                        |  |
| ۳۶   | حسین افسانه             | ۱۳۷۹ تا ۱۳۸۳ | عضو شورای اسلامی شهر اردبیل دوره چهارم و پنجم |  |
| ۳۷   | غلامرضا نیازمند         | ۱۳۸۳         | سرپرست                                        |  |
| ۳۸   | کمال‌الدین پیرمؤذن       | ۱۳۸۳ تا ۱۳۸۴ |                                               |  |
| ۳۹   | غلامرضا نیازمند         | ۱۳۸۴         | سرپرست                                        |  |
| ۴۰   | یعقوب عزیززاده          | ۱۳۸۴ تا ۱۳۸۶ |                                               |  |
| ۴۱   | اکبر نیکزاد ثمرین       | ۱۳۸۶ تا ۱۳۸۹ |                                               |  |
| ۴۲   | احمد خواجوی             | ۱۳۸۹ تا ۱۳۹۰ | سرپرست                                        |  |
| ۴۳   | صدیف بدری               | ۱۳۹۰ تا ۱۳۹۴ | نماینده مجلس شورای اسلامی                     |  |
| ۴۴   | خلیل احمدیان            | ۱۳۹۴         | سرپرست                                        |  |
| ۴۵   | حمید لطف‌اللهیان         | ۱۴۰۰تا۱۳۹۴   | شهردار رسمی اردبیل                            |  |
| ۴۶   | خلیل احمدیان            | ۱۴۰۰         | سرپرست                                        |  |
| ۴۷   | محمود صفری              | ۱۴۰۰ تاکنون  |                                               |  |

## سازمان‌های وابسته
- سازمان مدیریت حمل ونقل مسافر و بار[۳]
- سازمان مدیریت آرامستان‌ها
- سازمان آتش‌نشانی و خدمات ایمنی
- سازمان فناوری اطلاعات و ارتباطات شهرداری اردبیل
- سازمان سیما منظر و فضای شهری شهرداری اردبیل
- سازمان عمران و بازآفرینی فضای شهری
- سازمان فرهنگی اجتماعی و ورزشی
- سازمان سرمایه‌گذاری و مشارکت مردمی شهر اردبیل
- سازمان مدیریت پسماند شهرداری اردبیل
- سازمان سازماندهی مشاغل و فراورده‌های کشاورزی
- معاونت امور اجتماعی و فرهنگی شهرداری اردبیل
- سازمان بوستان‌ها و فضای سبز شهر اردبیل
- سازمان معاونت حمل و نقل و ترافیک شهرداری اردبیل
- سازمان مدیریت و نظارت بر تاکسیرانی و اتوبوسرانی شهر اردبیل
- سازمان میادین میوه و تره بار شهرداری اردبیل
- سازمان مشاور فنی و مهندسی شهرداری اردبیل
- سازمان معاونت فنی و عمرانی شهرداری اردبیل
- سازمان معاونت خدمات شهری و محیط زیست شهرداری اردبیل
- سازمان معاونت شهرسازی و معماری و نوسازی و زیباسازی شهرداری اردبیل
- سازمان معاونت مالی و اقتصاد شهری اردبیل
- سازمان املاک و مستغلات شهرداری اردبیل
- سازمان سرمایه‌گذاری و مشارکت‌های مردمی شهر اردبیل
- سازمان رفاه، خدمات و مشارکت‌های اجتماعی شهرداری اردبیل
- سازمان سیما، منظر و فضای سبز شهری
- سازمان مدیریت حمل و نقل بار
- سازمان عمران و بازآفرینی فضای های شهری
- سازمان سرمایه گذاری و مشارکت های مردمی
- سازمان حمل و نقل ریلی
- سازمان مدیریت و مهندسی شبکه حمل و نقل ترافیک

## جایزه جهانی خشت طلایی به عمارت شهرداری اردبیل
همزمان با گرامیداشت روز جهانی شهرها در سال ۲۰۱۹ در برج میلاد با شعار «شهرهایی هوشمند، تاب آور و زیست پذیر» با شرکت ۲۰۰ پروژه و تجربه شهری از داخل کشور و ۳۰۰ پروژه از شهرهای جهان در حوزه معماری، شهرسازی و میراث فرهنگی عمارت شهرداری اردبیل به عنوان پروژه برتر در حوزه بازآفرینی شهری برگزیده شد.

## جایزه جهانی خشت طلایی به رینگ سلامتشورابیلاردبیل
در پنجمین جشنواره بین‌المللی خشت طلایی تهران در ۷ بهمن ۱۳۹۹ در بخش توسعه زیرساخت‌ها، حمل و نقل عمومی و خدمات شهری، پروژه رینگ سلامت شورابیل به طول ۷۴۰۰ متر مقام دوم دست یافت. پروژه‌های طرح کاهش پسماند از شهرداری تهران مقام اول و باغ معلق سئولو از شهر سئول (پایتخت کره جنوبی) به عنوان مقام سوم برگزیده شدند.